# Discografia de Now United
A discografia de Now United, um grupo pop internacional consiste em uma álbum de trilha sonora, 82 singles (incluindo um como artista convidado), cinco singles promocionais e 93 videoclipes.

## Álbuns

### Trilhas sonoras
| Álbum                                                              | Detalhes                                                                                                   |
| ------------------------------------------------------------------ | --- |
| The Musical: Welcome to the Night of Your Life (com Lilith Freund) | - Lançamento: 21 de abril de 2023 - Formato(s): Digital download, streaming - Gravadora: XIX Entertainment |

## Singles

### Como artista principal
| Ano  | Canção                                                  | Álbum                                          |
| ---- | ------------------------------------------------------- | ---------------------------------------------- |
| 2017 | "Summer in the City"                                    | Adicionado à nenhum álbum                      |
| 2018 | "What Are We Waiting For"                               | Adicionado à nenhum álbum                      |
| 2018 | "Who Would Think That Love?"                            | Adicionado à nenhum álbum                      |
| 2018 | "All Day"                                               | Adicionado à nenhum álbum                      |
| 2018 | "How We Do It" (part. Badshah)                          | Adicionado à nenhum álbum                      |
| 2019 | "Beautiful Life"                                        | Adicionado à nenhum álbum                      |
| 2019 | "Afraid of Letting Go"                                  | Adicionado à nenhum álbum                      |
| 2019 | "Sundin Ang Puso"                                       | Adicionado à nenhum álbum                      |
| 2019 | "Paraná"                                                | Adicionado à nenhum álbum                      |
| 2019 | "Sunday Morning"                                        | Adicionado à nenhum álbum                      |
| 2019 | "Crazy Stupid Silly Love"                               | Adicionado à nenhum álbum                      |
| 2019 | "Like That"                                             | Adicionado à nenhum álbum                      |
| 2019 | "You Give Me Something"                                 | Adicionado à nenhum álbum                      |
| 2019 | "Legends"                                               | Adicionado à nenhum álbum                      |
| 2019 | "Na Na Na"                                              | Adicionado à nenhum álbum                      |
| 2019 | "Let Me Be the One"                                     | Adicionado à nenhum álbum                      |
| 2020 | "Live This Moment"                                      | Adicionado à nenhum álbum                      |
| 2020 | "Come Together"                                         | Adicionado à nenhum álbum                      |
| 2020 | "Wake Up"                                               | Adicionado à nenhum álbum                      |
| 2020 | "Hoops"                                                 | Adicionado à nenhum álbum                      |
| 2020 | "By My Side"                                            | Adicionado à nenhum álbum                      |
| 2020 | "Better"                                                | Adicionado à nenhum álbum                      |
| 2020 | "Dana Dana"                                             | Adicionado à nenhum álbum                      |
| 2020 | "Let the Music Move You"                                | Adicionado à nenhum álbum                      |
| 2020 | "Stand Together"                                        | Adicionado à nenhum álbum                      |
| 2020 | "Show You How To Love"                                  | Adicionado à nenhum álbum                      |
| 2020 | "Nobody Fools Me Twice"                                 | Adicionado à nenhum álbum                      |
| 2020 | "Feel It Now"                                           | Adicionado à nenhum álbum                      |
| 2020 | "The Weekend's Here"                                    | Adicionado à nenhum álbum                      |
| 2020 | "Somebody"                                              | Adicionado à nenhum álbum                      |
| 2020 | "Paradise"                                              | Adicionado à nenhum álbum                      |
| 2020 | "Chained Up"                                            | Adicionado à nenhum álbum                      |
| 2020 | "Habibi"                                                | Adicionado à nenhum álbum                      |
| 2020 | "Golden"                                                | Adicionado à nenhum álbum                      |
| 2020 | "One Love" (com R3hab)                                  | Adicionado à nenhum álbum                      |
| 2020 | "Pas Le Choix" (Manal Mix)                              | Adicionado à nenhum álbum                      |
| 2020 | "Hewale"                                                | Adicionado à nenhum álbum                      |
| 2021 | "How Far We’ve Come"                                    | Adicionado à nenhum álbum                      |
| 2021 | "Lean On Me"                                            | Adicionado à nenhum álbum                      |
| 2021 | "All Around the World"                                  | Adicionado à nenhum álbum                      |
| 2021 | "Turn It Up"                                            | Adicionado à nenhum álbum                      |
| 2021 | "Fiesta"                                                | Adicionado à nenhum álbum                      |
| 2021 | "Baila"                                                 | Adicionado à nenhum álbum                      |
| 2021 | "Nobody Like Us"                                        | Adicionado à nenhum álbum                      |
| 2021 | "NU Party"                                              | Adicionado à nenhum álbum                      |
| 2021 | "Wave Your Flag"                                        | Adicionado à nenhum álbum                      |
| 2021 | "When You Love Somebody"                                | Adicionado à nenhum álbum                      |
| 2021 | "Dance Like That"                                       | Adicionado à nenhum álbum                      |
| 2021 | "Momento"                                               | Adicionado à nenhum álbum                      |
| 2021 | "Ikou"                                                  | Adicionado à nenhum álbum                      |
| 2021 | "I Got You"                                             | Adicionado à nenhum álbum                      |
| 2021 | "Anything For You"                                      | Adicionado à nenhum álbum                      |
| 2021 | "Future Me"                                             | Adicionado à nenhum álbum                      |
| 2021 | "Badna Nehlam"                                          | Adicionado à nenhum álbum                      |
| 2021 | "Jump" (part. Alta B)                                   | Adicionado à nenhum álbum                      |
| 2022 | "Heartbreak On the Dancefloor"                          | Adicionado à nenhum álbum                      |
| 2022 | "It's Your Birthday"                                    | Adicionado à nenhum álbum                      |
| 2022 | "Like Me"                                               | Adicionado à nenhum álbum                      |
| 2022 | "All Night Long"                                        | Adicionado à nenhum álbum                      |
| 2022 | "Good Intentions"                                       | Adicionado à nenhum álbum                      |
| 2022 | "Clockwork"                                             | Adicionado à nenhum álbum                      |
| 2022 | "True Love Ways"                                        | Adicionado à nenhum álbum                      |
| 2022 | "Holiday"                                               | Adicionado à nenhum álbum                      |
| 2023 | "Odo"                                                   | Adicionado à nenhum álbum                      |
| 2023 | "It's Gonna Be Alright"                                 | Adicionado à nenhum álbum                      |
| 2023 | "Love is Love"                                          | Adicionado à nenhum álbum                      |
| 2023 | "Cotton Candy"                                          | Adicionado à nenhum álbum                      |
| 2023 | "Throwback"                                             | Adicionado à nenhum álbum                      |
| 2023 | "Find Your Fire"                                        | Adicionado à nenhum álbum                      |
| 2023 | "U & Me"                                                | Adicionado à nenhum álbum                      |
| 2023 | "Love Myself"                                           | Adicionado à nenhum álbum                      |
| 2023 | "Dabke"                                                 | Adicionado à nenhum álbum                      |
| 2023 | "Rodeo in Tokyo"                                        | Adicionado à nenhum álbum                      |
| 2023 | "I Am"                                                  | The Musical: Welcome to the Night of Your Life |
| 2023 | "Welcome to the Night of Your Life" (com Lilith Freund) | The Musical: Welcome to the Night of Your Life |
| 2023 | "Run Till Dark" (com R3hab)                             | Adicionado à nenhum álbum                      |
| 2023 | "I Love Your Smile"                                     | Adicionado à nenhum álbum                      |
| 2023 | "Flex That Ego"                                         | Adicionado à nenhum álbum                      |
| 2024 | "Pata Pata" (Afro Remix)                                | Adicionado à nenhum álbum                      |

### Como artista convidado
| Ano  | Canção                                          | Álbum                         |
| ---- | ----------------------------------------------- | ----------------------------- |
| 2018 | "One World" (RedOne e Adelina part. Now United) | Não adicionado à nenhum álbum |

### Singlespromocionais
| Ano  | Canção                                                                        | Álbum                     |
| ---- | ----------------------------------------------------------------------------- | ------------------------- |
| 2019 | "How We Do It" (Solo version with verses in Portuguese, Spanish and Mandarin) | Adicionado à nenhum álbum |
| 2019 | "For the Love of It" ("Sundin Ang Puso" English version)                      | Adicionado à nenhum álbum |
| 2019 | "Lendas" ("Legends" Portuguese version)                                       | Adicionado à nenhum álbum |
| 2020 | "Na Na Na" (Spanish version)                                                  | Adicionado à nenhum álbum |
| 2020 | "حبيبي" ("Habibi" Arabic version)                                             | Adicionado à nenhum álbum |

## Videoclipes

### Como artista principal
| Ano  | Canção                                                           | Local do videoclipe           | Ref.                                                                            |
| ---- | ---------------------------------------------------------------- | ----------------------------- | ------------------------------------------------------------------------------- |
| 2017 | "Summer in the City" (Desert Performance)                        | Coyote Dry Lake               |                                                                                 |
| 2018 | "Summer in the City"                                             | 14 países                     | [ 30 ]                                                                          |
| 2018 | "What Are We Waiting For"                                        | Seul                          | [ 31 ] [ 32 ]                                                                   |
| 2018 | "Who Would Think That Love?"                                     | Puebla                        | [ 33 ]                                                                          |
| 2018 | "All Day"                                                        | Seal Beach                    | [ 34 ] [ 35 ]                                                                   |
| 2018 | "How We Do It" (part. Badshah)                                   | Mumbaī                        | [ 36 ] [ 37 ]                                                                   |
| 2019 | "Beautiful Life"                                                 | Shillong                      | [ 38 ]                                                                          |
| 2019 | "Afraid of Letting Go"                                           | Manila                        | [ 39 ] [ 40 ]                                                                   |
| 2019 | "Sundin Ang Puso"                                                | Manila                        | [ 41 ]                                                                          |
| 2019 | "Paraná"                                                         | São Paulo                     | [ 42 ] [ 43 ] [ 44 ] [ 45 ]                                                     |
| 2019 | "Sunday Morning"                                                 | California                    | [ 46 ] [ 47 ]                                                                   |
| 2019 | "Crazy Stupid Silly Love"                                        | Las Vegas                     | [ 48 ] [ 49 ] [ 50 ] [ 51 ]                                                     |
| 2019 | "Like That"                                                      | Ashland                       | [ 52 ] [ 53 ]                                                                   |
| 2019 | "For the Love of It"                                             | Ashland                       |                                                                                 |
| 2019 | "You Give Me Something"                                          | West Hollywood                | [ 54 ]                                                                          |
| 2019 | "Legends"                                                        | 7 países                      | [ 55 ]                                                                          |
| 2019 | "Na Na Na"                                                       | Rio de Janeiro                | [ 56 ] [ 57 ] [ 58 ] [ 59 ] [ 60 ]                                              |
| 2019 | "Let Me Be the One"                                              | vários países                 | [ 61 ] [ 62 ]                                                                   |
| 2020 | "Live This Moment"                                               | Los Angeles                   | [ 63 ] [ 64 ] [ 65 ] [ 66 ] [ 67 ]                                              |
| 2020 | "Come Together"                                                  | Coyote Dry Lake               | [ 68 ] [ 69 ] [ 70 ] [ 71 ]                                                     |
| 2020 | "Hoops"                                                          | Los Angeles                   | [ 72 ] [ 73 ] [ 74 ] [ 75 ] [ 76 ]                                              |
| 2020 | "Wake Up"                                                        | Orange County                 | [ 77 ] [ 78 ] [ 79 ] [ 80 ] [ 81 ]                                              |
| 2020 | "By My Side"                                                     | 12 países                     | [ 82 ] [ 83 ]                                                                   |
| 2020 | "Better"                                                         | Los Angeles                   | [ 84 ] [ 85 ] [ 86 ]                                                            |
| 2020 | "Dana Dana"                                                      | 12 países                     | [ 87 ] [ 88 ] [ 89 ] [ 90 ] [ 91 ]                                              |
| 2020 | "Let the Music Move You" (Animated Video)                        | Animação                      | [ 92 ] [ 93 ] [ 94 ]                                                            |
| 2020 | "Stand Together"                                                 | 11 países                     | [ 95 ] [ 96 ] [ 97 ] [ 98 ] [ 99 ] [ 100 ] [ 101 ]                              |
| 2020 | "Nobody Fools Me Twice"                                          | Los Angeles                   | [ 102 ] [ 103 ] [ 104 ] [ 105 ] [ 106 ] [ 107 ] [ 108 ] [ 109 ] [ 110 ] [ 111 ] |
| 2020 | "Feel It Now"                                                    | 15 países                     | [ 112 ] [ 113 ] [ 114 ] [ 115 ] [ 116 ] [ 117 ] [ 118 ]                         |
| 2020 | "Na Na Na" (Spanish Version)                                     | Rio de Janeiro                | [ 119 ]                                                                         |
| 2020 | "The Weekend's Here"                                             | Dubai                         | [ 120 ] [ 121 ] [ 122 ]                                                         |
| 2020 | "Somebody"                                                       | Dubai                         | [ 123 ] [ 124 ]                                                                 |
| 2020 | "Chained Up"                                                     | Dubai                         | [ 125 ] [ 126 ]                                                                 |
| 2020 | "Habibi"                                                         | Dubai, Beirute                | [ 127 ]                                                                         |
| 2020 | "Golden"                                                         | Dubai                         | [ 128 ]                                                                         |
| 2020 | "One Love" (com R3hab)                                           | Dubai                         | [ 129 ] [ 130 ]                                                                 |
| 2020 | "Paradise" (Uniters Dance Video)                                 | Abu Dhabi                     |                                                                                 |
| 2020 | "Pas Le Choix" (Manal Mix)                                       | Abu Dhabi, Dubai, Los Angeles |                                                                                 |
| 2020 | "Hewale"                                                         | Malibu                        |                                                                                 |
| 2020 | "How Far We’ve Come" (The Journey So Far)                        | Vários países                 |                                                                                 |
| 2021 | "How Far We’ve Come"                                             | Abu Dhabi                     |                                                                                 |
| 2021 | "Lean On Me"                                                     | Abu Dhabi                     |                                                                                 |
| 2021 | "All Around the World"                                           | 14 países                     |                                                                                 |
| 2021 | "Paradise"                                                       | Riviera Maya                  |                                                                                 |
| 2021 | "Turn It Up"                                                     | Riviera Maya                  |                                                                                 |
| 2021 | "Fiesta"                                                         | Riviera Maya                  |                                                                                 |
| 2021 | "Baila"                                                          | San Luis Obispo               |                                                                                 |
| 2021 | "Let the Music Move You"                                         | Havaí                         |                                                                                 |
| 2021 | "Show You How To Love"                                           | Malibu                        |                                                                                 |
| 2021 | "Nobody Like Us"                                                 | Havaí                         |                                                                                 |
| 2021 | "NU Party"                                                       | Malibu                        |                                                                                 |
| 2021 | "Wave Your Flag"                                                 | Abu Dhabi                     |                                                                                 |
| 2021 | "Ikou"                                                           | Riviera Maya                  |                                                                                 |
| 2021 | "Dance Like That"                                                | San Luis Obispo               |                                                                                 |
| 2021 | "Momento"                                                        | San Luis Obispo               |                                                                                 |
| 2021 | "Come Together" (Performance Video) (com The Bootcampers)        | Abu Dhabi                     |                                                                                 |
| 2021 | "I Got You" (Boys vs. Girls)                                     | Lisboa                        |                                                                                 |
| 2021 | "Anything For You" (Boys vs. Girls)                              | Lisboa                        |                                                                                 |
| 2021 | "When You Love Somebody"                                         | San Luis Obispo               |                                                                                 |
| 2021 | "Future Me"                                                      | Abu Dhabi                     |                                                                                 |
| 2021 | "Badna Nehlam"                                                   | Abu Dhabi                     |                                                                                 |
| 2021 | "Jump" (part. Alta B)                                            | Lisboa                        |                                                                                 |
| 2022 | "It's Your Birthday"                                             | Vários países                 |                                                                                 |
| 2022 | "Heartbreak On the Dancefloor"                                   | Rio de Janeiro                |                                                                                 |
| 2022 | "Like Me" (Eric Kupper Radio Remix) (Dance Video)                | Los Angeles                   |                                                                                 |
| 2022 | "Like Me"                                                        | Los Angeles                   |                                                                                 |
| 2022 | "All Night Long"                                                 | Brasil e Portugal             |                                                                                 |
| 2022 | "Good Intentions"                                                | Los Angeles                   |                                                                                 |
| 2022 | "Clockwork"                                                      | Rio de Janeiro                |                                                                                 |
| 2022 | "True Love Ways"                                                 | Lisboa                        |                                                                                 |
| 2022 | "Holiday"                                                        | Lisboa                        |                                                                                 |
| 2023 | "Odo"                                                            | Abidjan                       |                                                                                 |
| 2023 | "It's Gonna Be Alright" (Throwback Video)                        | Paraty                        |                                                                                 |
| 2023 | "Love is Love" (Throwback Video)                                 | San Luis Obispo               |                                                                                 |
| 2023 | "Cotton Candy" (Throwback Video)                                 | Havaí                         |                                                                                 |
| 2023 | "Find Your Fire" (Throwback Video)                               | Lisboa e Braga                |                                                                                 |
| 2023 | "Throwback" (Throwback Video)                                    | Riviera Maya                  |                                                                                 |
| 2023 | "Love Myself" (Dance Video)                                      | Los Angeles                   |                                                                                 |
| 2023 | "U & Me" (Throwback Video)                                       | Manila                        |                                                                                 |
| 2023 | "I Am"                                                           | Los Angeles                   |                                                                                 |
| 2023 | "Dabke" (Throwback Video)                                        | Los Angeles, vários países    |                                                                                 |
| 2023 | "Holiday" (Skytech Remix) (Dance Video)                          | Los Angeles                   |                                                                                 |
| 2023 | "Run Till Dark" (com R3hab)                                      | Alula                         |                                                                                 |
| 2023 | "Welcome to the Night of Your Life" (com Lilith Freund)          | Los Angeles                   |                                                                                 |
| 2023 | "Rodeo in Tokyo"                                                 | Lisboa                        |                                                                                 |
| 2023 | "Run Till Dark" (Carta & Willim Remix) (Dance Video) (com R3hab) | Los Angeles                   |                                                                                 |
| 2023 | "I Love Your Smile"                                              | Los Angeles                   |                                                                                 |
| 2023 | "Misconception" (Solo de Mélanie part. Lamar)                    | Los Angeles                   |                                                                                 |
| 2023 | "Don't You Call Me Up" (Solo de Zane Carter)                     | Los Angeles                   |                                                                                 |
| 2023 | "Bop Bop" (Solo de Lamar)                                        | Los Angeles                   |                                                                                 |
| 2023 | "So Good" (Solo de Nour Ardakani)                                | Los Angeles                   |                                                                                 |
| 2023 | "Bad Things" (Solo de Savannah)                                  | Los Angeles                   |                                                                                 |
| 2023 | "Handle With Care" (Solo de Desirée)                             | Los Angeles                   |                                                                                 |
| 2024 | "Miles Above the Moon" (Visualizer) (Solo de Nour Ardakani)      | Malibu                        |                                                                                 |

### Como artista convidado
| Ano  | Canção                             | Local do videoclipe | Ref. |
| ---- | ---------------------------------- | ------------------- | ---- |
| 2018 | "One World" (com RedOne e Adelina) | Moscou              |      |